# Mesosa atrostigma
Mesosa atrostigma es una especie de escarabajo longicornio del género Mesosa, categorizada en la tribu Mesosini, de la subfamilia Lamiinae. Fue descrita por Gressitt en 1942.

## Descripción
Mide 15-16,6 mm de longitud.

## Distribución
Se distribuye por China.